# Chauncey Welsch
Chauncey Welsch (* 13. Mai 1927 in New York City; † 25. Mai 2008 in Los Angeles) war ein US-amerikanischer Jazz- und Session-Posaunist.
Welsch begann seine Karriere in den Bands von Andy Kirk, Billy Byers und Cootie Williams. Ab Mitte der 1940er Jahre wirkte er bei Aufnahmen von Benny Goodman (Fletcher Henderson Arrangements), Tony Fruscella, Morgana King, Terry Gibbs und Charlie Barnet mit. In den 1960er Jahren spielte er bei Aufnahmen von Wes Montgomery (Movin’ Wes, 1964), Carmen McRae (Second To None, 1964) und Milton Nascimento (Courage, 1968). Welsch war auch Mitglied des Ensembles 21 Trombones von Urbie Green, mit dem er an Pop-Sessions von Künstlern wie Barry Manilow und Ashford & Simpson mitwirkte. In den 1970er Jahren arbeitete er u. a. mit Roberta Flack (Chapter Two), mit der Bob Florence Big Band, Quincy Jones, ab den 1980er Jahren mit Linda Ronstadt (What’s New – In Concert with Nelson Riddle and His Orchestra), Yasuko Agawa, Tony Bennett, Lena Horne, Joe Newman, Dr. John, Rosemary Clooney, John Pizzarelli, Diane Schuur und Manhattan Transfer. Im Bereich des Jazz war er zwischen 1944 und 2003 an 240 Aufnahmesessions beteiligt, zuletzt bei Henry Mancini.

## Diskographische Hinweise
- Urbie Green – Twenty-One Trombones  (1967)